# M2/M3 Bradley
M2 Bradley IFV (Infantry Fighting Vehicle) e M3 Bradley CFV (Cavalry Fighting Vehicle) sono veicoli corazzati per fanteria (IFV) e da cavalleria (CFV) delle forze armate statunitensi, costruiti dalla BAE Systems Land and Armaments (già United Defense).

## Storia
Il carro, battezzato così in onore del generale della seconda guerra mondiale Omar Bradley, è il sostituto della famiglia APC M113 e consiste di due tipi di veicoli: l'M2 Infantry Fighting Vehicle e l'M3 Cavalry Fighting Vehicle. L'M2 trasporta un equipaggio da tre uomini e una squadra di fanteria di sei. L'M3 trasporta un equipaggio di tre uomini e due esploratori oltre a delle apparecchiature radio addizionali, e ai missili TOW e Dragon o Javelin.
Da quando è entrato in servizio nell'Esercito degli Stati Uniti nel 1981, sono stati prodotti 6.724 Bradley. (4.641 M2 e 2.083 M3)
La travagliata storia dello sviluppo del Bradley è descritto nel libro del tenente colonnello James Burton dell'Aviazione, poi adattato per il film del 1998: The Pentagon Wars con Kelsey Grammer e Cary Elwes.

## Panoramica

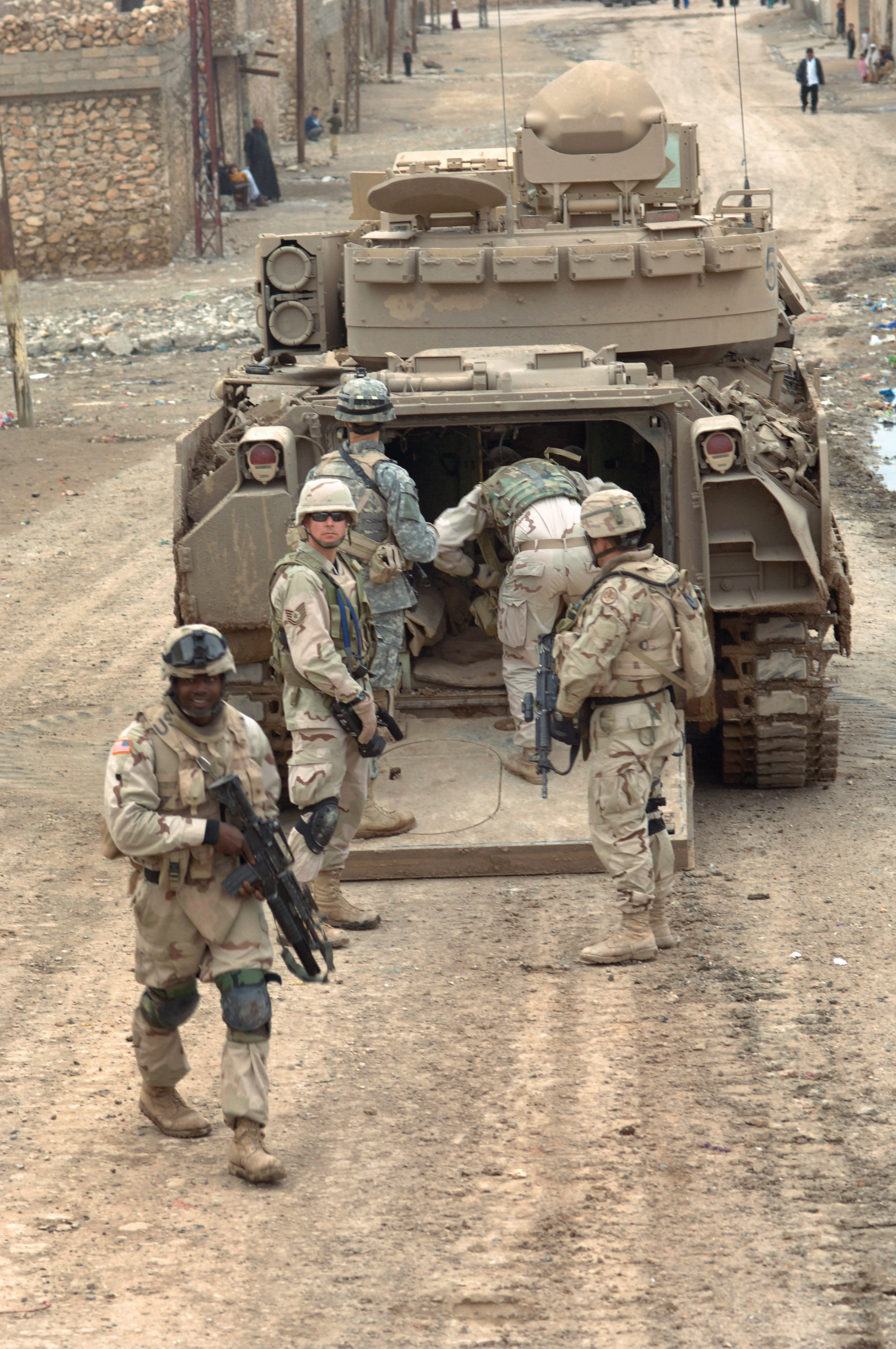
Soldati del 3º Reggimento di Cavalleria Corazzata in Iraq entrano in un M2 Bradley dal portello posteriore

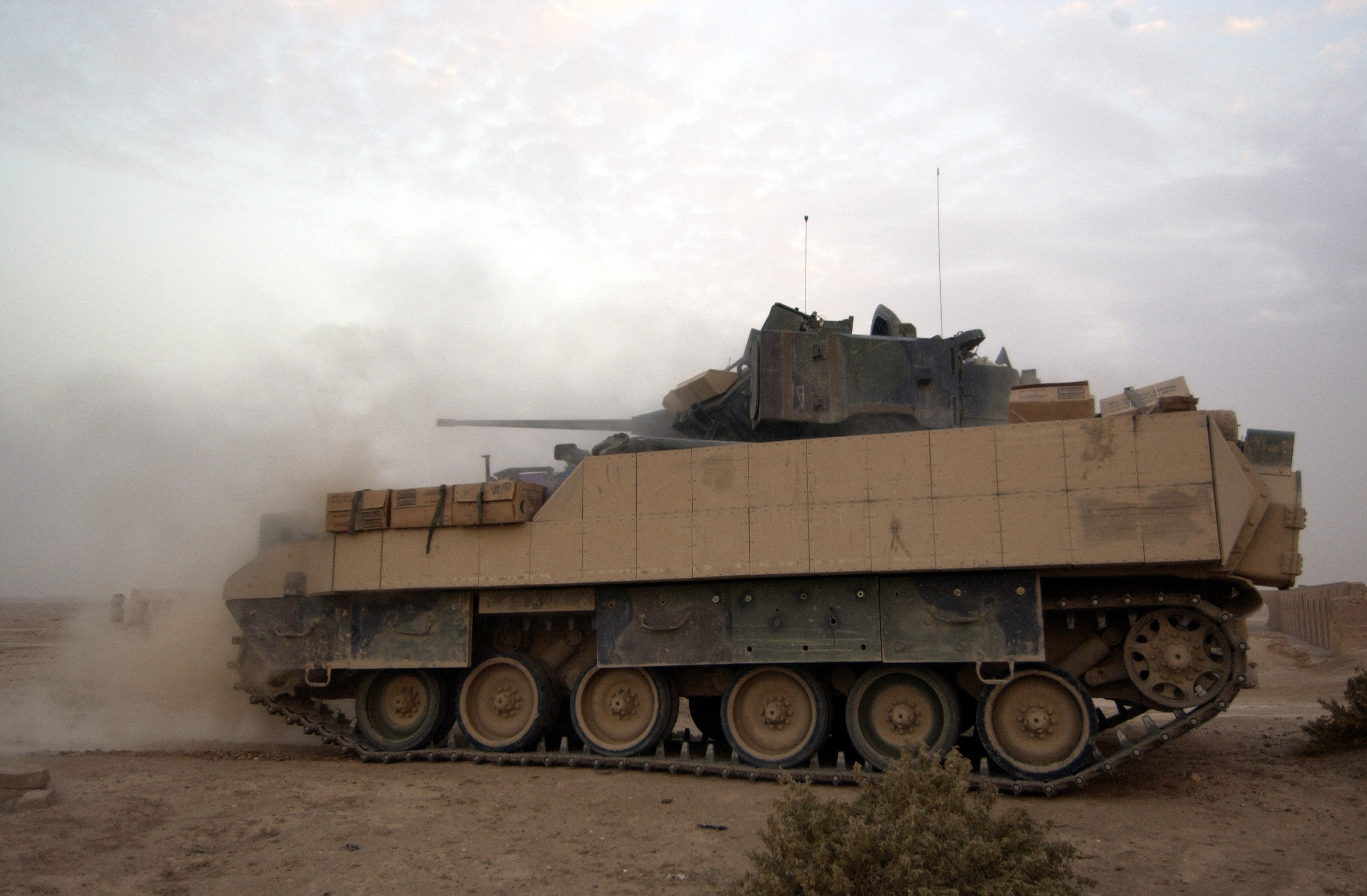
Un M3A3 impiegato in Iraq

Il Bradley AFV venne progettato essenzialmente per contrastare il BMP-1 sovietico ed essere utilizzato sia come trasporto truppe (APC) che caccia-carri (tank-hunter). In particolare, fu progettato per supportare il nuovo carro M1 Abrams, dal momento che il vecchio trasporto truppe M113 non era abbastanza veloce. Il risultato è un veicolo con ottime caratteristiche nel fuoristrada. Il materiale principale della costruzione è l'alluminio. La scelta di questo materiale ha causato delle critiche. Infatti, la corazza di alluminio tende a vaporizzarsi se colpita da proiettili HEAT. Ulteriore motivo di critiche è stata la grande riserva di munizioni portata a bordo. Nonostante questi due fattori sembrino rendere poco sicuro il Bradley, l'utilizzo sul campo non ha creato grossi problemi. 
L'armamento principale dell'M2 è il cannone da 25 mm, che può sparare fino a 200 colpi al minuto ed ha una portata utile di 2500 m. I due lanciamissili TOW gemellati sono in grado di distruggere un carro armato fino a 3750 m. Il Bradley monta anche una mitragliatrice coassiale M240C da 7,62 mm, fissata a destra del cannone principale da 25 mm e utilizzata dal capocarro.
Il modello base è stato ampiamente modificato. Il suo telaio è la base per l'M270 Multiple Launch Rocket System, un posto di comando mobile e un veicolo antiaereo (M6 "Linebacker"). Il sistema di sospensioni è inoltre stato usato su versioni avanzate di un Amphibious Assault Vehicle dei Marines.

### Armamento
Il Bradley monta come arma principale l'M242 da 25 mm. Le munizioni sono conservate in due contenitori pronti all'uso da 70 e 230 proiettili, per un totale di 300 proiettili pronti; altri 600 sono immagazzinati a bordo. Nei due contenitori sono di solito conservati diversi tipi di munizioni, come l'M791 APDS-T (Armor-Piercing Discarding Sabot (with) Tracer - perforante ad abbandono d'involucro tracciante) e l'M792 HEI-T (High Explosive Incendiary (with) Tracer - alto esplosivo, incendiario e tracciante). Il veicolo è anche armato con una mitragliatrice M240C coassiale con l'M242, con 2.200 proiettili da 7,62 mm.
Per attaccare obiettivi corazzati (come nelle missioni anticarro), il Bradley impiega un lanciatore binato di missili BGM-71 TOW. Nei modelli successivi all'M2A1 tale lanciamissili è stato aggiornato per poter lanciare missili TOW II. Il carro inoltre ha feritoie per varie armi di supporto (M231 Firing Port Weapon), grazie alle quali i soldati possono sparare rimanendo all'interno. Le versioni iniziali avevano 6 feritoie, ma nelle versioni A2 e A3 quelle laterali sono state rimosse per montare una diversa corazza, lasciando solo le due posteriori nel portellone posteriore.

## Varianti

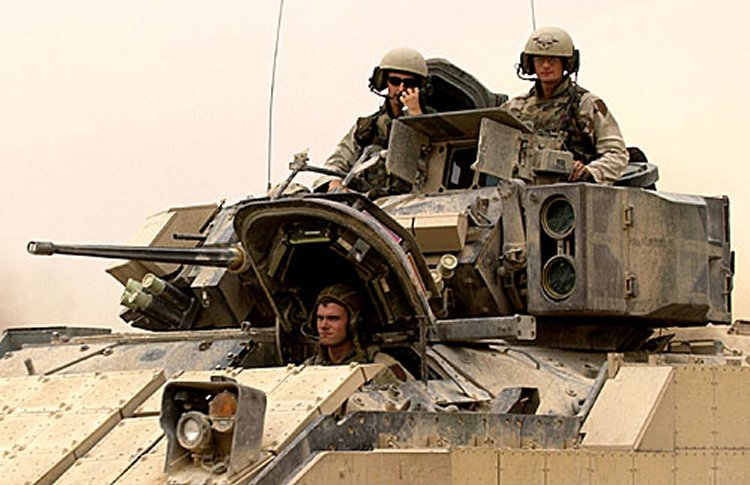
Soldati americani della 1ª Divisione di Fanteria in missione nel loro M2A2 Bradley IFV

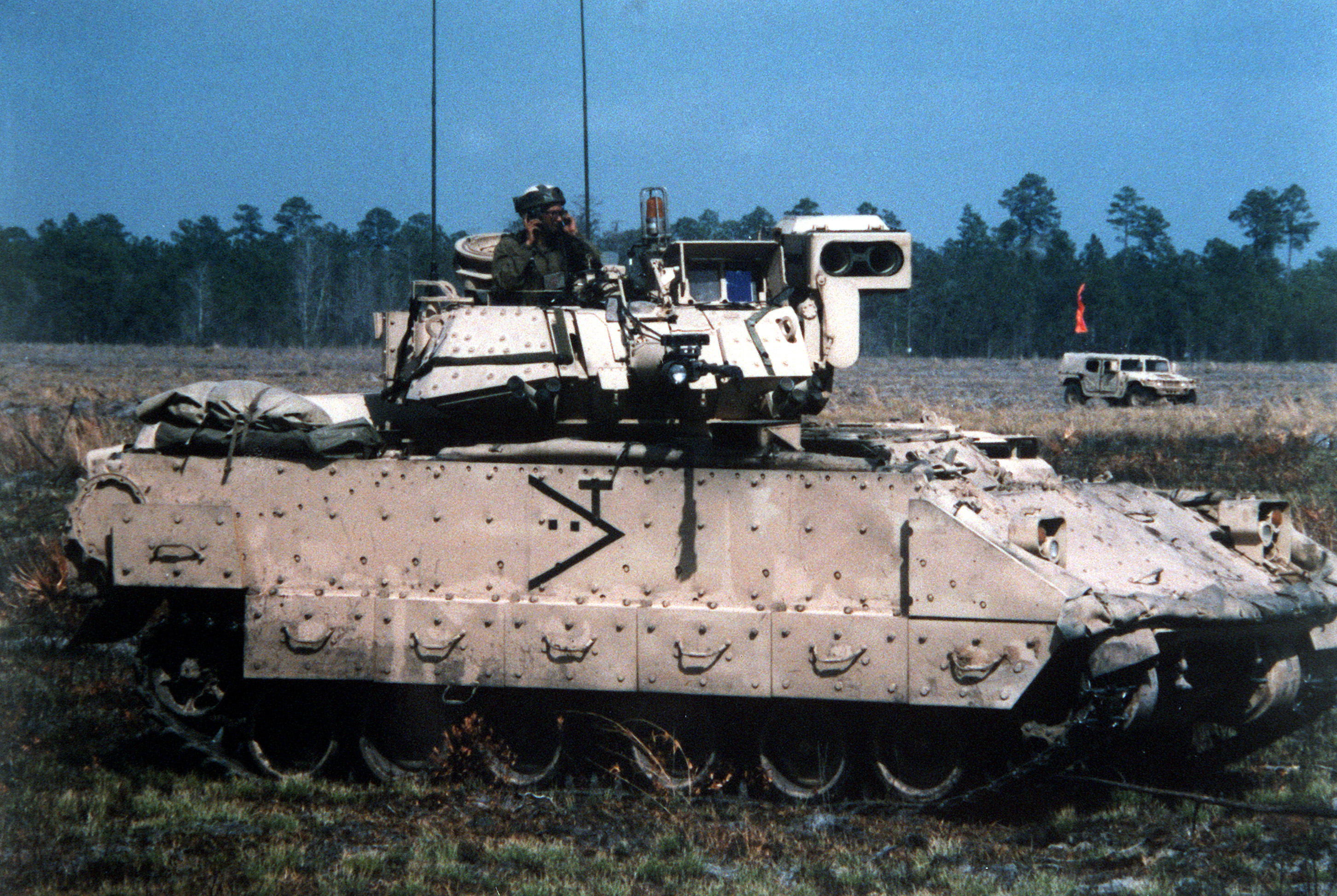
Un M2A2 Bradley della 24ª Divisione di Fanteria presso Fort Stewart nel 1996

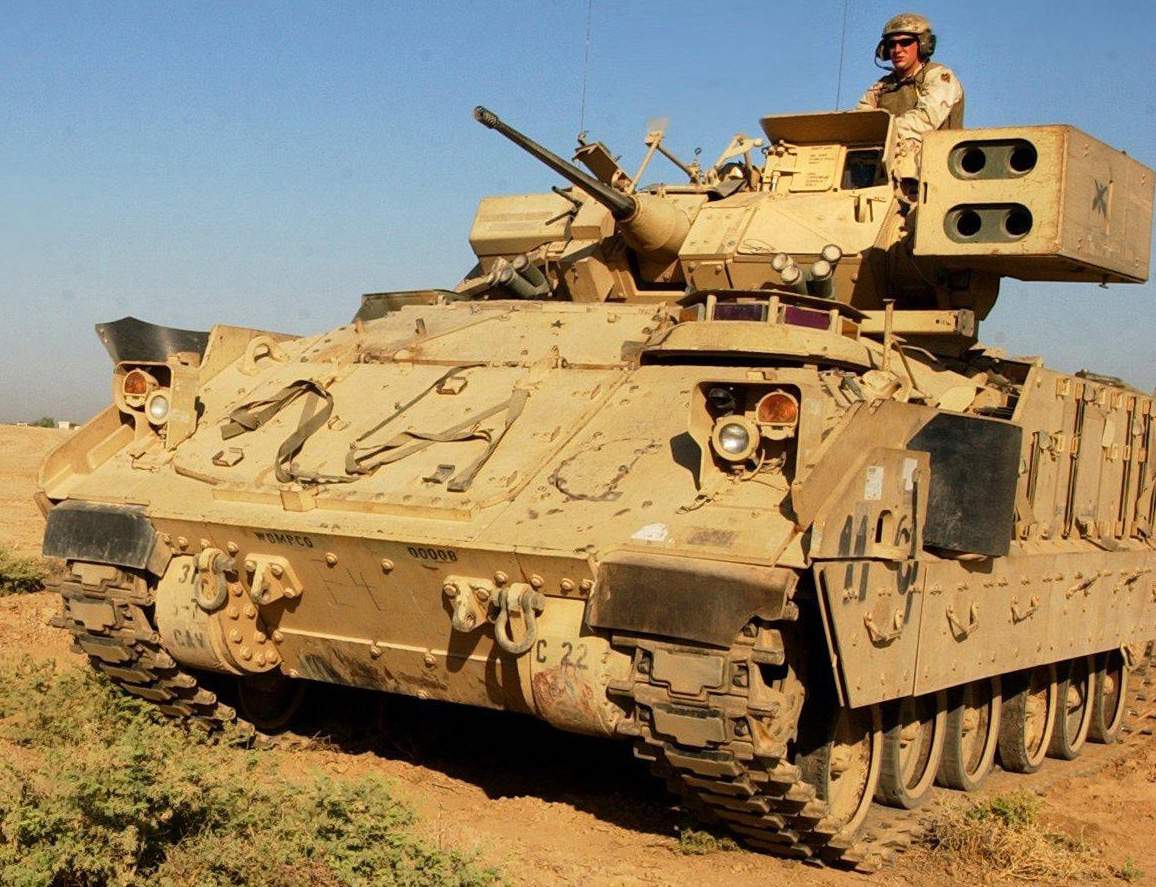
M6 Linebacker della 3ª Divisione di Fanteria lungo una strada nei pressi di Balad (Iraq) nel 2005

### M2/M3
L'M2 (a volte chiamato M2A0 per evitare confusione) era il modello di base, la cui produzione iniziò nel 1982. L'M2A0 è contraddistinto dal sistema lanciamissili TOW standard e dal motore da 500 cavalli con cambio manuale. Altre caratteristiche erano un'unità di visione integrata per l'M242 e il sistema di visione termica. L'M2A0 era reso anfibio tramite una "barriera natante" ("swim barrier") ed era trasportabile su grossi aerei (C-141 e C-5). Tutti gli M2A0 sono ormai stati ammodernati.

### M2A1/M3A1
Introdotta nel 1986, la variante A1 includeva un lanciamissili migliorato TOW II, un sistema NBC (Nucleare Biologico Chimico) con Unità di Filtraggio Gas e Particolato ("Gas Particulate Filter Units" - GPFU) e un sistema antincendio. Dal 1992 gli M2A1 hanno cominciato ad essere aggiornati.

### M2A2/M3A2
Presentata nel 1988, la versione A2 montava un motore migliorato dal 600 cavalli (447 kW) con trasmissione automatica e una corazza migliorata, con la possibilità di montare una corazza reattiva. Il sistema di stoccaggio delle munizioni è stato riorganizzato e sono state aggiunte delle protezioni anti-schegge. Il modello M2A2 è abilitato ad essere trasportato da un Boeing C-17 Globemaster III, Qualsiasi M2A2 può essere modificato in M2A2 ODS o M2A3 standard.

### M2A2 ODS/ODS-E e M3A2 ODS
Le sigle ODS e ODS-E stanno rispettivamente per Operation Desert Storm e Operation Desert Storm-Engineer, e consistono in dei pacchetti di miglioramenti al veicolo applicati in seguito alle necessità e ai difetti emersi durante la Guerra del Golfo nel 1991. Le principali modifiche riguardano un telemetro laser più sicuro per gli occhi del personale (ELRF), un sistema di navigazione (TACNAV) comprensivo di un ricevitore GPS (PLGR) e di una bussola digitale (DCS), un sistema di contromisure antimissile pensato per contrastare la prima generazione di missili filoguidati,  il sistema di stoccaggio delle munizioni ulteriormente migliorato e un sistema di visione termica per il guidatore.

### M2A3/M3A3
La versione A3, presentata nel 2000 rende il Bradley IFV/CFV completamente digitale, la versione comprende miglioramenti a tutti i componenti elettronici, tra cui il controllo del fuoco e l'acquisizione del bersaglio e i sistemi di navigazione e di comunicazione tattica. Una serie di migliorie di sicurezza, a livello di corazza (sia passiva che reattiva), sistemi antincendio e NBC (Nucleare Biologico Chimico).

### Bradley Stinger Fighting Vehicle
Il BSV è una variante progettata specificamente per il trasporto e il supporto di una squadra equipaggiata con missili terra-aria FIM-92 Stinger spalleggiabili.

### M6 Linebacker
Questa è una variante da difesa aerea, questi veicoli sono degli M2A2 ODS il cui lanciatore di missili TOW è sostituito da un sistema FIM-92 Stinger quadruplo. Questi veicoli dovrebbero essere ritirati a breve dal servizio nell'esercito americano.

### M7 Bradley Fire Support Team
Questa versione è progettata per rimpiazzare i mezzi di ricognizione avanzata attualmente in servizio, Le migliorie principali sono un sistema di navigazione inerziale e un sistema per automatizzare le richieste di fuoco.

## Operazioni di combattimento
Nella guerra del Golfo M2 ed M3 distrussero più carri iracheni degli M1 Abrams (grazie al numero maggiore di unità dispiegate).
20 Bradley andarono persi: 3 in combattimento e 17 per fuoco amico. Per rimediare ad alcuni problemi a causa del fuoco amico, furono aggiunti pannelli per l'identificazione all'infrarosso e altre misure di identificazione.
Nella Seconda guerra del Golfo (l'invasione del 2003), i Bradley si sono mostrati vulnerabili ad attacchi immobilizzanti (che non distruggono necessariamente il veicolo, ma lo rendono inutilizzabile o immobile, per danni al motore o ai cingoli) condotti con dispositivi esplosivi improvvisati e salve massicce di RPG; le perdite sono comunque rimaste lievi grazie alla direttiva di lasciare il veicolo senza presidiarlo ad oltranza. All'inizio del 2006, le perdite totali ammontavano a 50 Bradley (inclusi incidenti non legati a combattimenti). 

## Utilizzatori
Arabia Saudita
- Reale forza terrestre saudita

400 M2A2 acquistati.
 Croazia
- Hrvatska kopnena vojska

89 M2A2 ODS provenienti da surplus statunitense annunciati nel 2022, di cui 62 destinati al servizio attivo, 22 utilizzati come fonte di parti di ricambio e 5 come veicoli per scuola guida.
 Libano
- Esercito libanese

32 M2A2 consegnati entro il 2018.
 Stati Uniti
- United States Army

Circa 6 000 tra M2, M3 e M7A3 nel 2022, sia in servizio regolare che in riserva. 632 tra M2A4 e M7A4 acquistati al 2020.
 Ucraina
- Forze terrestri ucraine

109 M2A2 donati dagli Stati Uniti nel gennaio 2023, 4 Bradley Fire Support Team donati a febbraio 2023, 15 M2A2 donati nel giugno 2023 per un totale di 124 M2A2 e 4 M7.